# 아라카와 치카

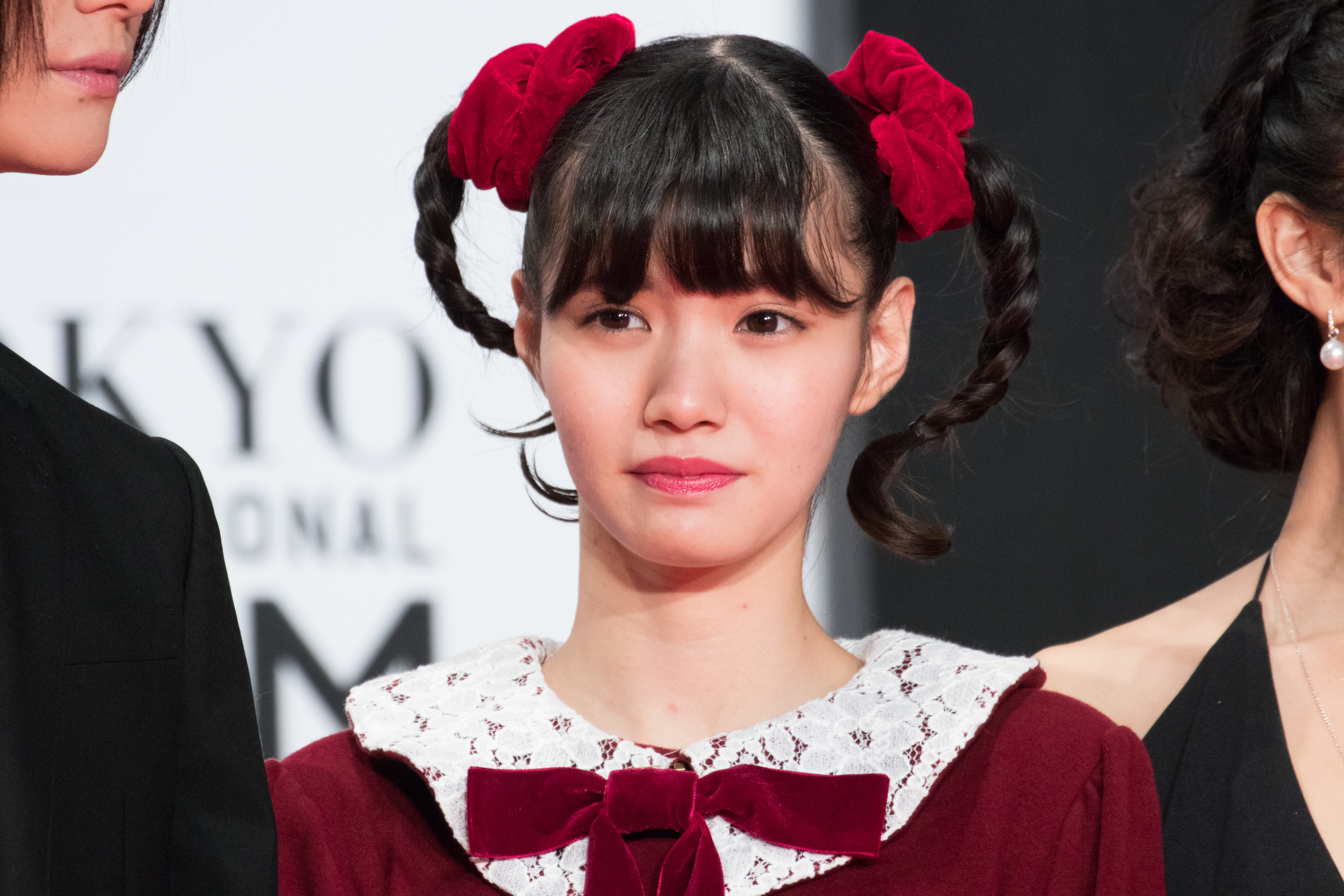

아라카와 치카(荒川 ちか, あらかわ ちか、1999년 7월 29일 ~ )는 일본의 여배우·오토메신토오(乙女新党)의 가수이다.